# Ron Harper (Schauspieler)

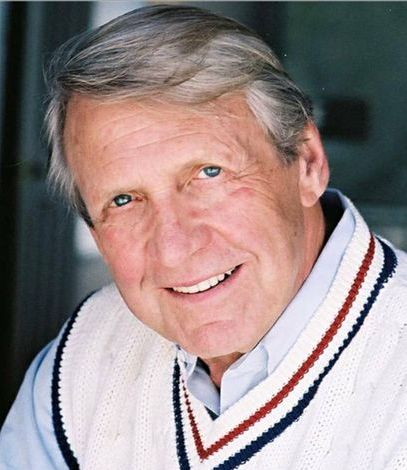
Ron Harper (2007)

Ronald Robert „Ron“ Harper (* 12. Januar 1933 in Turtle Creek, Pennsylvania; † 21. März 2024 in Los Angeles, Kalifornien) war ein US-amerikanischer Schauspieler mit einer mehr als sechzig Jahre umfassenden Karriere auf der Bühne und vor der Kamera.

## Leben
Harper war der Sohn von Mabel Grace Champion und George Albert Harper Sr. Nach seiner Schulzeit an der Turtle Creek High School besuchte er mit einem Stipendium die Universität von Princeton und wurde Mitglied der University Players. Aufgrund seiner Leistungen wurde ihm ein Stipendium der Rechtswissenschaften an der Harvard Law School der Universität von Harvard angeboten, er entschied sich jedoch stattdessen Schauspiel bei Lee Strasberg in New York City zu studieren.
Nach seinem Dienst in der United States Navy während des Koreakriegs kehrte Harper zunächst nach New York zurück, zog Anfang der 1960er Jahre allerdings nach Kalifornien, um in Hollywood Karriere zu machen.
Harper heiratete am 1. Juni 1974 die Schauspielerin Sally Stark, mit der er eine Tochter hatte. In einer zweiten Ehe war er mit Shirley Ruse verheiratet. Harper, der zuletzt an den Folgen der Alzheimer-Krankheit litt, verstarb im Alter von 91 Jahren zuhause in West Hills im westlichen San Fernando Valley.

## Karriere
Nach seinem Militärdienst und seiner Rückkehr nach New York blieben Engagements zunächst aus, bis er 1959 als Ersatz (engl. Understudy) für Paul Newman in Tennessee Williams’ Bühnenstück Süßer Vogel Jugend am Broadway spielen konnte.
Seine ersten Rollen vor der Kamera hatte er 1955 in der Folge „Patterns“ der Anthologie-Serie Kraft Television Theatre und 1960 in der Westernserie Tales of Wells Fargo von NBC. Es folgten zahlreiche Gastauftritte in Fernsehserien wie The Tall Man, Am Fuß der blauen Berge, Wagon Train, Shotgun Slade, Remington Steele, Melrose Place, Cold Case – Kein Opfer ist je vergessen, Walker, Texas Ranger oder The West Wing – Im Zentrum der Macht. Wiederkehrende Rollen hatte er in Polizeirevier 87 (87th Precinct) als Detective Bert Kling, 1974 als Alan Virdon in der 14-teiligen Serienadaption von Planet der Affen an der Seite von James Naughton und Roddy McDowall, in der dritten Staffel von Im Land der Saurier als Onkel Jack, in Wendy and Me als Jeff Conway, als Paul Marshall in der Comedyserie The Jean Arthur Show und als Lt. Craig Garrison in Garrison’s Gorillas.
Er war auch regelmäßig in Seifenopern wie Another World als Taylor Holloway, in Where the Heart Is von CBS, Love of Life, Loving als Charles Hartman, Capitol und in Generations als Peter Whitmore zu sehen. Im Film spielte er in Spielplatz der Mörder, Immer noch ein seltsames Paar, Pearl Harbor, Freedom Strike, Glass Trap und The Poughkeepsie Tapes. Seine letzte Rolle vor der Kamera hatte er 2015 in Kidnapped: The Hannah Anderson Story.
Harper wurde im deutschen Sprachraum unter anderem von Friedrich Georg Beckhaus, Ekkehardt Belle, Lothar Blumhagen, Wolf Frass, Rüdiger Joswig, Gerald Paradies, Manfred Petersen und Rolf Schult synchronisiert.

## Filmografie (Auswahl)

### Film
- 1971: Temporada salvaje
- 1982: Der Söldner (The Soldier)
- 1997: Spielplatz der Mörder
- 1998: Freedom Strike – Die Achse des Bösen (Freedom Strike)
- 1998: Immer noch ein seltsames Paar
- 2001: Pearl Harbor
- 2001: Venomous (Video)
- 2005: Glass Trap
- 2005: Touched
- 2007: The Poughkeepsie Tapes
- 2009: Uncorked (Fernsehfilm)
- 2010: American Bandits: Frank and Jesse James (Video)
- 2013: Whoa!
- 2014: Drink (Kurzfilm)
- 2015: Kidnapped: The Hannah Anderson Story

### Fernsehen
- 1955: Kraft Television Theatre („Patterns“)
- 1960: Wells Fargo (Tales of Wells Fargo)
- 1960: Thriller
- 1960: Wagon Train
- 1960–1963: Am Fuß der Blauen Berge
- 1961: Der zweite Mann
- 1961: The Tall Man
- 1961: Shotgun Slade
- 1961–1962: Polizeirevier 87
- 1964–1965: Wendy and Me
- 1966: The Jean Arthur Show
- 1967–1968: Garrison’s Gorillas
- 1969: Big Valley
- 1970–1972: Wo die Liebe hinfällt (Love, American Style)
- 1971: Cannon
- 1971–1973: Where the Heart Is
- 1974: Planet der Affen
- 1975: Bumpers Revier
- 1976: Im Land der Saurier
- 1980: Love of Life
- 1980: Another World
- 1983: Loving
- 1984: Mike Hammer
- 1984: Remington Steele
- 1985–1987: Capitol
- 1990: Polizeibericht
- 1990–1991: Generations
- 1992: FBI: The Untold Stories (Dokumentation)
- 1993: Beverly Hills, 90210
- 1995: Melrose Place
- 1995–1997: Night Stand with Dick Dietrick
- 1997: Night Man
- 1998: Das Leben und Ich
- 1998: Walker, Texas Ranger
- 1999: Malibu, CA
- 2001: Ein Trio zum Anbeißen
- 2001: The West Wing – Im Zentrum der Macht
- 2008: Cold Case – Kein Opfer ist je vergessen

## Theater
- 1959–1960: Süßer Vogel Jugend (Martin Beck Theatre, Broadway, New York City)
- 1972–1973: 6 Rms Riv Vu (Helen Hayes Theatre + Lunt-Fontanne Theatre, Broadway, New York City)